# Жураковская, Олеся Викторовна
Оле́ся Ви́кторовна Журако́вская (укр. Олеся Вікторівна Жураківська; род. 13 августа 1973, Киев) — украинская актриса театра и кино. Работает в Киевском академическом театре драмы и комедии на левом берегу Днепра (с 2002 года). Народная артистка Украины (2024).

## Биография
Родилась 13 августа 1973 года в Киеве. С раннего детства проявляла склонность к актерскому искусству, устраивая дома разнообразные сцены и цирковые этюды для родителей. Серьезно занималась гимнастикой. Первое образование — технолог швейного производства, ее мать также работала на швейной фабрике.
В 1996 году окончила РАТИ-ГИТИС (курс В. А. Андреева). После окончания университета два года работала в театре им. М. Н. Ермоловой.
С 1999 года Жураковская начала сниматься в кино.
С 2002 года — актриса Киевского академического театра драмы и комедии на левом берегу Днепра.
Со 2 по 5 сезон — ведущая шоу «Взвешенные и счастливые» на телеканале «СТБ» (2012—2015).
Разведена, детей нет.

## Награды
- Орден княгини Ольги III степени (30 марта 2021 года) — за весомый личный вклад в развитие национальной культуры и театрального искусства, значительные творческие достижения и высокое профессиональное мастерство[3].
- Народная артистка Украины (23 августа 2024 года) — за значительные заслуги в укреплении украинской государственности, мужество и самоотверженность, проявленные в защите суверенитета и территориальной целостности Украины, весомый личный вклад в развитие различных сфер общественной жизни, добросовестное исполнение профессиональной обязанности[4].
- Заслуженная артистка Украины (9 ноября 2016 года) — за значительный личный вклад в развитие национальной культуры и искусства, значительные творческие достижения и высокое профессиональное мастерство[5].

## Творчество

### Роли в театре
- «Нерина» — «Много шуму в Париже» (по комедии «Господин де Пурсоньяк» Жана-Батиста Мольера) (2001, реж. Д.Богомазов);
- «Филлис» — Альберт Герни «Сильвия» (2001, реж. Алексей Лисовец);
- «Гофмейстерина» — С.Цыпин «Каприз принцессы» (2001);
- «Вторая придворная дама» — П. Энзикат «Ах, мой милый Августин…» по мотивам сказок Х. К. Андерсена (2001);
- «Клодина» — «Любовь времён Людовика» по пьесе Ж.-Б.Мольера «Жорж Данден, или Одураченный муж» (2002, реж. А.Дзекун);
- «Рита» — «Море… Ночь… Свечи…» по пьесе Й.Бар-Йосефа «Это великое море» (2003, реж. Эдуард Митницкий);
- "Жозефина — Иржи Губач «Корсиканка» (2003, реж. Алексей Лисовец);
- «Бела Берло» — Ханох Левин «Торговцы резиной» (2004, реж. Алексей Лисовец);
- «Кормилица» — У.Шекспир «Ромео и Джульетта» (2005, реж. Алексей Лисовец);
- «Миронова» — «Голубчики мои!..» по произведениям Ф. М. Достоевского и А.Володина (2006, реж. Юрий Погребничко);
- «Елена Андреевна» — сценическая композиция Эдуарда Митницкого «26 комнат…» по пьесе А. П. Чехова «Леший» (2006, реж. Эдуард Митницкий);
- «Феона» — А. Н. Островский «Не всё коту масленица» (2008, реж. Алексей Лисовец);
- «Тётушка Магда Врана» — «Куда подует ветер…» по пьесе Л.Пиранделло «Лиола» (2010);
- «Анфиса Петровна Обноскина» — «Опискин. Фома!» по повести Ф. М. Достоевского «Село Степанчиково и его обитатели» (2012).

### Фильмография
| Год       |   | Название                          | Роль                                                                |
| --------- | - | --------------------------------- | ------------------------------------------------------------------- |
| 1999      | ф | День рождения Буржуя              | Имя персонажа не указано                                            |
| 2001      | ф | Провинциальный роман              | Тамара                                                              |
| 2002      | ф | Все, что ты любишь                | Имя персонажа не указано                                            |
| 2003      | ф | За двумя зайцами                  | Люська                                                              |
| 2003      | ф | Снежная королева                  | снеговик                                                            |
| 2004      | ф | Железная сотня                    | Катруся                                                             |
| 2004      | ф | Между первой и второй             | Имя персонажа не указано                                            |
| 2005      | с | Возвращение Мухтара-2             | Кристина                                                            |
| 2005      | ф | Далеко от Сансет бульвара         | Имя персонажа не указано                                            |
| 2005      | ф | Дедушка моей мечты                | Марго                                                               |
| 2005      | ф | За всё тебя благодарю             | Люба                                                                |
| 2005      | ф | На белом катере                   | Жанна                                                               |
| 2005      | ф | Развод и девичья фамилия          | Раечка                                                              |
| 2005—2006 | с | Леся+Рома                         | Рая                                                                 |
| 2005—2006 | с | Сёстры по крови                   | Лидия                                                               |
| 2006      | ф | Женские слёзы                     | Галина                                                              |
| 2006      | ф | Осторожно, блондинки!             | Аделаида                                                            |
| 2006      | ф | Профессор в законе                | Катя                                                                |
| 2006      | ф | Утёсов. Песня длиною в жизнь      | Оксана                                                              |
| 2007      | ф | Глупая звезда                     | директор интерната                                                  |
| 2007      | с | Иван Подушкин. Джентльмен сыска-2 | Лидия                                                               |
| 2007      | ф | Когда её совсем не ждешь          | Лилия                                                               |
| 2007      | ф | Молчун                            | Мила                                                                |
| 2008      | ф | Женщина, не склонная к авантюрам  | Светлана                                                            |
| 2008      | ф | Король, дама, валет               | Наташа                                                              |
| 2008      | ф | Про любовь                        | Жанна Пусонова- Помпадур                                            |
| 2008      | ф | Роман выходного дня               | Клавдия Петровна                                                    |
| 2008      | ф | Начать сначала. Марта             | Дина                                                                |
| 2009      | ф | Деревенский романс                | Ольга Михайловна                                                    |
| 2009      | ф | Доярка из Хацапетовки             | Маргарита                                                           |
| 2009      | ф | Неприкосновенные                  | Вера                                                                |
| 2009      | ф | Окна                              | Тома                                                                |
| 2009      | ф | При загадочных обстоятельствах    | Евдокия Платоновна                                                  |
| 2009      | ф | Тот, кто рядом                    | Вера Александровна                                                  |
| 2010      | ф | Вера, Надежда, Любовь             | Глаша                                                               |
| 2010      | ф | В стиле jazz                      | официантка в одесском ресторане                                     |
| 2010      | ф | Золушка с прицепом                | Виолетта                                                            |
| 2010      | ф | Когда на юг улетят журавли        | Ольга Васильевна                                                    |
| 2010      | ф | Паршивые овцы                     | Ольга                                                               |
| 2010      | ф | Сваты 4                           | Ксения Павловна                                                     |
| 2011      | ф | Белые розы надежды                | Ивановна, торговка цветами                                          |
| 2011      | ф | Заяц, жаренный по-берлински       | Наталья Владимировна                                                |
| 2011      | ф | Пончик Люся                       | Галина                                                              |
| 2011      | ф | Сваты 5                           | Ксения Павловна                                                     |
| 2011      | ф | Я тебя никогда не забуду          | Люба                                                                |
| 2012      | ф | Дорога в пустоту                  | Маня Тимофеева                                                      |
| 2012      | ф | Это моя собака                    | Леся                                                                |
| 2012      | ф | Одесса-мама                       | Валентина Ивановна                                                  |
| 2012      | ф | Отцовский инстинкт                | Вероника-«Дюймовочка»                                               |
| 2012      | ф | Солнцеворот                       | Инга                                                                |
| 2013      | ф | Женский доктор-2                  | Тамара Заварова                                                     |
| 2013      | ф | Сваты 6                           | Ксения Павловна                                                     |
| 2013      | ф | Мотыльки                          | Шура                                                                |
| 2013      | ф | Полярный рейс                     | Ирина Михайловна                                                    |
| 2014      | ф | Дневник мамы первоклассника       | Светлана Александровна                                              |
| 2014      | ф | Дом с лилиями                     | Вера Камышева                                                       |
| 2014      | ф | Пока станица спит                 | Любаша                                                              |
| 2015      | ф | Последний янычар                  | Любаша                                                              |
| 2016      | ф | Остров                            | Тамара Олеговна Пысларь, продюсер реалити-шоу «Таинственный остров» |
| 2016      | ф | Родственнички                     | Людмила                                                             |
| 2016      | ф | Нити судьбы                       | Зоя                                                                 |
| 2018      | ф | Донбасс                           | девушка с ведром                                                    |
| 2018      | ф | Остров-2                          | Тамара Олеговна Пысларь, продюсер реалити-шоу «Таинственный остров» |
| 2019      | ф | Подорожники                       | Ирина                                                               |
| 2019      | ф | Крепостная                        | кухарка Павлина                                                     |
| 2019      | ф | В воскресенье утром зелье копала  | Варвара Михайловна                                                  |
| 2019      | ф | Как долго я тебя ждала            | Любовь Якимова                                                      |
| 2019      | ф | Первые ласточки                   | Лариса Дудка                                                        |
| 2019      | ф | Папик                             | Лариса Дмитриевна                                                   |
| 2020      | ф | Эксперт                           | Людмила Матвеевна                                                   |
| 2020      | с | Первые ласточки                   | Светлана Якименко                                                   |
| 2020      | ф | Сказка старого мельника           | Марийка                                                             |
| 2021—2022 | с | Мама                              | Нина Петровна Швидченко                                             |